# تیمورآباد (لواسان)
تیمور آباد یکی از محله‌های شهر لواسان در استان تهران است. این محله متصل به محله سبو کوچک و در سه کیلومتری محله گلهم دورودک واقع است. نام این محله در کتابهای فرهنگ جغرافیائی کشور و فرهنگ آبادیهای کشور نیز ذکر شده است و جمعیت آن در کتب مزبور بترتیب ۱۱۹ تن و ۱۳۱ تن ذکر شده است. باغات این محله از رودخانه افجه مشروب می‌شوند.
در تیمور آباد مانند دیگر محله‌های لواسان زبان تاتی رایج است.